# پرازاروکی
پرازاروکی (به لاتین: Prazaroki) یک منطقهٔ مسکونی در بلاروس است که در منطقه ویتبسک واقع شده‌است.